# Neue Synagoge (Bingen am Rhein)

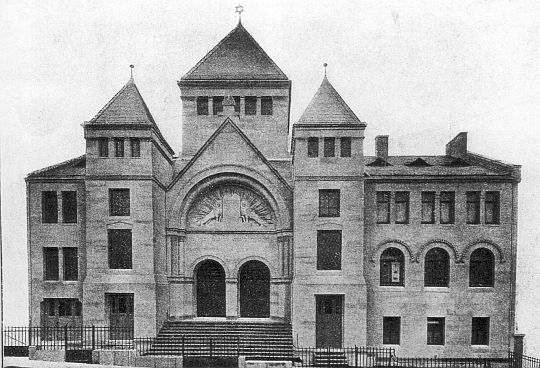
Postkarte mit der Synagoge in Bingen

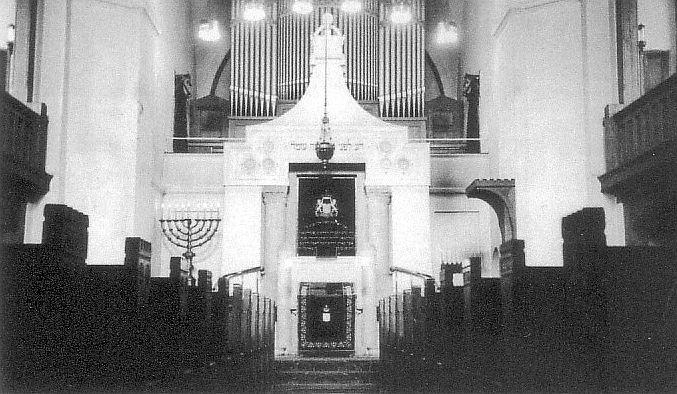
Blick auf die Ostwand mit Toraschrein, Parochet, Ner Tamid und Orgel, links davon eine Chanukkia

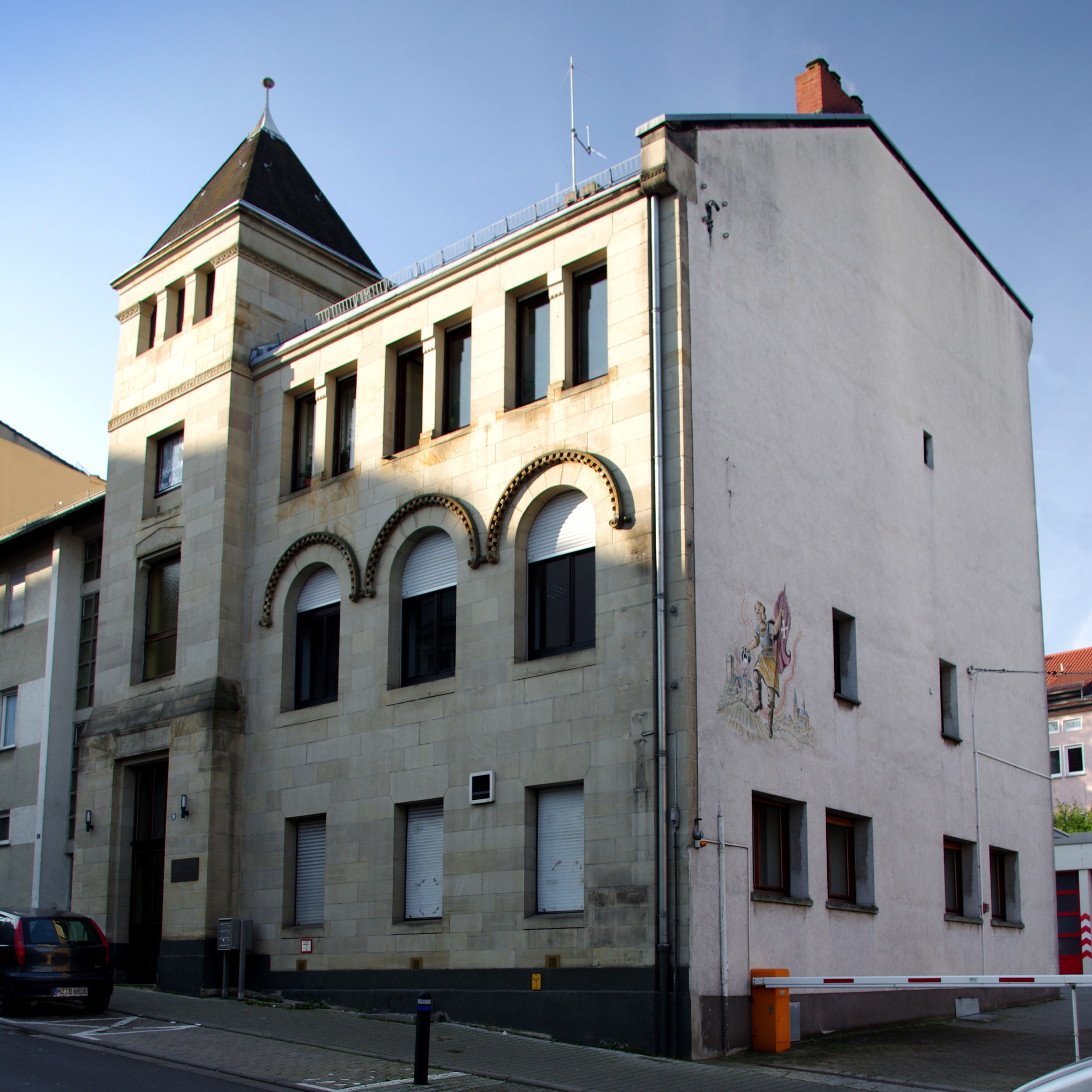
Erhaltener Seitenflügel der neuen Synagoge

Die Neue Synagoge in Bingen am Rhein, einer Stadt im Landkreis Mainz-Bingen in Rheinland-Pfalz, wurde 1903/05 errichtet und 1938 zerstört. Die ehemalige Synagoge stand in der Rochusstraße.

## Geschichte
Siehe auch: Alte Synagoge (Bingen am Rhein)
Die in der ehemaligen Judengasse stehende Synagoge wurde 1689 bei der Zerstörung der Stadt durch die Franzosen während des Pfälzischen Erbfolgekrieges niedergebrannt. 1698 wurde an derselben Stelle ein Neubau erstellt. Nach 1789 wurde der Betsaal vergrößert. Von diesem Bau sind noch einzelne Teile in Museen erhalten.
Nach der Einweihung der neuen Synagoge im Jahr 1905 wurde das alte Synagogengebäude verkauft und in den kommenden Jahren als Gaststätte und Hotelbetrieb genutzt. 1975 ist das Gebäude abgebrannt und wurde durch einen Neubau ersetzt.

## Neue Synagoge
Da die alte Synagoge für die wachsende Mitgliederzahl der jüdischen Gemeinde zu klein geworden war, wurde nach den Plänen des Architekten Ludwig Levy eine neue repräsentative Synagoge errichtet, die am 21. September 1905 feierlich eingeweiht wurde.
„Levy hatte einen an romanischen Kirchenbauten orientierten Gebäudekomplex entworfen, der sich, obwohl er in die Häuserzeile eingebunden war, durch die monumentale Fassade auszeichnete.“ Der zentrale Eingangsbereich war von zwei viergeschossigen Treppentürmen flankiert, durch die man auf die Emporen gelangte. Zwischen den Türmen befand sich das Doppelportal, das von einem Wimperg bekrönt wurde, der auf eingestellten Säulen ruhte. Im Tympanon waren die Gesetzestafeln mit zwei sie schützenden Löwen dargestellt.
Die kunstvollen Bleiglasfenster wurden von Gemeindemitgliedern gestiftet. Über dem Toraschrein war eine Orgel angebracht. Die Synagoge bot 218 Männern im Hauptraum und 171 Frauen auf den Emporen Platz.

## Zeit des Nationalsozialismus
Beim Novemberpogrom 1938 wurde die Synagoge von SA-Männern und Nazianhängern zerstört. Der Brand, der am Morgen des 10. November 1938 gelegt wurde, war durch den Synagogendiener gelöscht worden. Gegen 17 Uhr des gleichen Tages wurde das Gebäude noch einmal angezündet und brannte bis auf die Umfassungsmauern ab.
Durch Zwangsverkauf kam die Ruine und das Grundstück in die Hände des Binger Winzervereins, der den erhaltenen rechten Teil des Gebäudes als Weinlokal nutzte. 1962 kam das Grundstück in den Besitz der Stadt Bingen. Diese ließ 1970 die Ruine mit der damals noch vorhandenen Ostfassade abbrechen. Der erhaltene Seitentrakt des ehemals umfangreichen Gebäudes steht auf der Denkmalliste der Stadt Bingen.
Im Jahr 1983 wurde eine Gedenktafel zur Erinnerung an die ehemalige Synagoge angebracht.